# Miguel Acquaroni
Miguel Acquaroni Bonmati (Sanlúcar de Barrameda, 20 de febrero de1925 - Madrid, 14 de junio de 1988) fue un artista español originario de Andalucía.

## Reseña biográfica
Nacido en 1925 y hermano menor del escritor José Luis Acquaroni, Miguel desarrolló una temprana vocación por la pintura, la cual encontró un cauce provechoso en Madrid, ciudad a la que se trasladó en 1945. Su labor artística estuvo influenciada por la obra de Daniel Vázquez Díaz, con quien descubrió un mundo de nuevas geometrías y se adscribió a la llamada Escuela de Madrid Fue compañero de Benjamín Palencia y Rafael Zabaleta y amigo de poetas como José Hierro o Luis Rosales

## Carrera artística
Como pintor, contribuyó al panorama artístico español en un momento en que el arte buscaba nuevas formas de expresión y narrativa visual. Su obra participó en numerosas exposiciones a lo largo de España, incluyendo la Bienal de Arte Hispanoamericano en 1951, e internacionalmente fue comisariada por la Galería Neikrug de Nueva York.
Pero la obra de Acquaroni capturó la esencia de la posguerra española no solo a través de sus pinturas, sino también mediante ilustraciones que acompañaban textos y artículos de la época, ya que colaboró como ilustrador en diferentes revistas y diarios, incluyendo el periódico ABC y la revista Blanco y Negro.

## Obras y Reconocimientos
Entre sus obras más destacadas se encuentra "Joven" (1952), “Niñeras” (1955) o "En el balcón" (1974). Está listado en el léxico general de artistas de Saur Los artistas visuales de todos los tiempos y pueblos y en el Diccionario crítico de arte español contemporáneo.

## Fallecimiento
Miguel Acquaroni falleció en Madrid en 1988.